# Bahnstrecke Montluçon–Moulins
| Zwischen Neuvy und Moulins mit Großwild auf der Strecke; Oktober 2013 |                       | | |
| Streckennummer (SNCF): | 705 000               | | |
| Kursbuchstrecke (SNCF): | 117                   | | |
| Streckenlänge: | 80,8 km               | | |
| Spurweite: | 1435 mm (Normalspur)  | | |
| Maximale Neigung: | 15 ‰                  | | |
| Streckengeschwindigkeit: | 105 km/h              | | |
| Zweigleisigkeit: | teilweise (auf 13 km) | | |
| |                       | | |
| \| \| \| Bahnstrecke Bourges–Miécaze von Bourges \| \| \| \| 232,8 \| Montluçon (La Ville Gozet) \| 204 m \| \| \| \| Bahnstrecke Montluçon–Saint-Sulpice-Laurière von St-Sulpice \| \| \| \| \| D 745 (ehem. N 145) \| \| \| \| 327,3 \| Cher (100 m) \| Cher (100 m) \| \| \| 327,6 \| Montluçon-Ville \| 207 m \| \| \| \| \| \| \| \| 328,4 \| Bahnstrecke Bourges–Miécaze nach Miécaze und Bahnstrecke Montluçon–Gouttières nach Gouttières \| Bahnstrecke Bourges–Miécaze nach Miécaze und Bahnstrecke Montluçon–Gouttières nach Gouttières \| \| \| \| \| \| \| \| \| D 2144 (ehem. N 143) \| \| \| \| 329,0 \| Montluçon-Rimard \| 240 m \| \| \| ~330,2 \| Chemin de fer de Commentry à Montluçon (Viaduc du Diénat) \| Chemin de fer de Commentry à Montluçon (Viaduc du Diénat) \| \| \| 336,7 \| Chamblet \| 323 m \| \| \| ~340,8 \| \| \| \| \| 340,8 \| Commentry \| 372 m \| \| \| \| zum Werk Erasteel; div. Werks- und Grubenanschlüsse \| \| \| \| \| div. Werks- und Grubenanschlüsse \| \| \| \| \| Bahnstrecke Commentry–Gannat nach Gannat \| \| \| \| \| SE nach Marcillat; Ausbauende \| \| \| \| ~342,6 \| Œil \| Œil \| \| \| \| zum Bergwerk Les Bourdignats \| \| \| \| ~347,2 \| D2371 (ehem. N 145) \| D2371 (ehem. N 145) \| \| \| 350,20,0 \| Doyet-La Presle \| 283 m \| \| \| \| Bézenet SE; nach Montmarault \| \| \| \| ~5,1 \| Bézenet \| Bézenet \| \| \| ~350,8 \| A 71 \| A 71 \| \| \| ~350,9 \| Bahnstrecke Doyet-la-Presle–Bézenet-Orléans \| Bahnstrecke Doyet-la-Presle–Bézenet-Orléans \| \| \| ~357,1 \| SE von Montmarault \| SE von Montmarault \| \| \| 357,4 \| Villefranche-d’Allier \| 264 m \| \| \| \| nach Le Gravier ü. Sancoins \| \| \| \| 362,8 \| Murat (Allier) \| 307 m \| \| \| 365,5 \| Chavenon \| 325 m \| \| \| 372,4 \| Saint-Sornin \| 412 m \| \| \| ~377,2 \| D 945 (ehem. N 145) \| D 945 (ehem. N 145) \| \| \| 378,1 \| Tronget \| 439 m \| \| \| ~380,5 \| D 945 (ehem. N 145) \| D 945 (ehem. N 145) \| \| \| 383,9 \| Tunnel de La Mataire (161 m) \| Tunnel de La Mataire (161 m) \| \| \| 386,2 \| Noyant-d’Allier \| 330 m \| \| \| 390,0 \| Viaduc de Messarges (160 m) \| Viaduc de Messarges (160 m) \| \| \| ~391,5 \| D 945 (ehem. N 145) \| D 945 (ehem. N 145) \| \| \| \| Ausbauende \| \| \| \| 394,5 \| Souvigny \| 235 m \| \| \| ~399,4 \| D 945 (ehem. N 145) \| D 945 (ehem. N 145) \| \| \| ~405,4 \| D 945 (ehem. N 145) \| D 945 (ehem. N 145) \| \| \| ~406,7 \| SE von Côsne d’Allier \| SE von Côsne d’Allier \| \| \| ~406,7 \| D 2009 (ehem. N 9) \| D 2009 (ehem. N 9) \| \| \| 407,1 \| Allier (Eisenbahnbrücke Moulins; 337 m) \| Allier (Eisenbahnbrücke Moulins; 337 m) \| \| \| \| \| \| \| \| 408,3 \| Bahnstrecke Moret-Veneux-les-Sablons–Lyon-Perrache von Lyon-Perrache und Bahnstrecke Moulins–Mâcon v. Mâcon-Ville \| Bahnstrecke Moret-Veneux-les-Sablons–Lyon-Perrache von Lyon-Perrache und Bahnstrecke Moulins–Mâcon v. Mâcon-Ville \| \| \| \| \| \| \| \| 408,5313,1 \| Moulins-sur-Allier \| 222 m \| \| \| \| Bahnstrecke Moret-Veneux-les-Sablons–Lyon-Perrache n. Moret \| \| \| \| \| \| \| \| Beginn der Streckenzählung: Paris-Austerlitz über Vierzon \| \| \| \| |                       | | |
| Strecke |                       | Bahnstrecke Bourges–Miécaze von Bourges                                                                           | Bahnstrecke Bourges–Miécaze von Bourges                                                                           |
| Bahnhof · U-Bahn-Kopfbahnhof Streckenanfang | 232,8                 | Montluçon (La Ville Gozet)                                                                                        | 204 m |
| Abzweig geradeaus und von rechts |                       | Bahnstrecke Montluçon–Saint-Sulpice-Laurière von St-Sulpice                                                       | Bahnstrecke Montluçon–Saint-Sulpice-Laurière von St-Sulpice                                                       |
| Brücke |                       | D 745 (ehem. N 145)                                                                                               | D 745 (ehem. N 145)                                                                                               |
| Brücke über Wasserlauf | 327,3                 | Cher (100 m) | Cher (100 m) |
| Dienststation / Betriebs- oder Güterbahnhof | 327,6                 | Montluçon-Ville                                                                                                   | 207 m |
| |                       | | |
| Abzweig geradeaus und nach rechts | 328,4                 | Bahnstrecke Bourges–Miécaze nach Miécaze und Bahnstrecke Montluçon–Gouttières nach Gouttières                     | Bahnstrecke Bourges–Miécaze nach Miécaze und Bahnstrecke Montluçon–Gouttières nach Gouttières                     |
| |                       | | |
| Brücke |                       | D 2144 (ehem. N 143)                                                                                              | D 2144 (ehem. N 143)                                                                                              |
| Haltepunkt / Haltestelle | 329,0                 | Montluçon-Rimard                                                                                                  | 240 m |
| Kreuzung geradeaus unten | ~330,2                | Chemin de fer de Commentry à Montluçon (Viaduc du Diénat)                                                         | Chemin de fer de Commentry à Montluçon (Viaduc du Diénat)                                                         |
| Bahnhof | 336,7                 | Chamblet | 323 m |
| Kreuzung geradeaus oben · U-Bahn-Strecke von rechts (außer Betrieb) | ~340,8                | | |
| U-Bahn-Betriebs-/Güterbahnhof Streckenanfang · Dienststation / Betriebs- oder Güterbahnhof · U-Bahn-Strecke | 340,8                 | Commentry | 372 m |
| Abzweig geradeaus und ehemals nach links |                       | zum Werk Erasteel; div. Werks- und Grubenanschlüsse                                                               | zum Werk Erasteel; div. Werks- und Grubenanschlüsse                                                               |
| Abzweig geradeaus und ehemals von rechts |                       | div. Werks- und Grubenanschlüsse                                                                                  | div. Werks- und Grubenanschlüsse                                                                                  |
| Abzweig geradeaus und nach rechts |                       | Bahnstrecke Commentry–Gannat nach Gannat                                                                          | Bahnstrecke Commentry–Gannat nach Gannat                                                                          |
| |                       | SE nach Marcillat; Ausbauende                                                                                     | |
| Brücke über Wasserlauf (Strecke außer Betrieb) | ~342,6                | Œil | Œil |
| U-Bahn-Strecke quer · Kreuzung geradeaus unten · U-Bahn-Strecke nach rechts (außer Betrieb) |                       | zum Bergwerk Les Bourdignats                                                                                      | zum Bergwerk Les Bourdignats                                                                                      |
| Bahnübergang (Strecke außer Betrieb) | ~347,2                | D2371 (ehem. N 145)                                                                                               | D2371 (ehem. N 145)                                                                                               |
| Bahnhof (Strecke außer Betrieb) | 350,20,0              | Doyet-La Presle                                                                                                   | 283 m |
| U-Bahn-Strecke quer · U-Bahn-Bahnhof quer · U-Bahn-Strecke nach rechts (außer Betrieb) · Strecke |                       | Bézenet SE; nach Montmarault                                                                                      | Bézenet SE; nach Montmarault                                                                                      |
| Kopfbahnhof Streckenanfang (Strecke außer Betrieb) · Strecke (außer Betrieb) | ~5,1                  | Bézenet | Bézenet |
| Strecke mit Straßenbrücke (Strecke außer Betrieb) · Brücke (Strecke außer Betrieb) | ~350,8                | A 71 | A 71 |
| Strecke nach links (außer Betrieb) · Strecke quer · Abzweig geradeaus und nach rechts (Strecke außer Betrieb) | ~350,9                | Bahnstrecke Doyet-la-Presle–Bézenet-Orléans                                                                       | Bahnstrecke Doyet-la-Presle–Bézenet-Orléans                                                                       |
| U-Bahn-Strecke quer · Kreuzung · U-Bahn-Strecke von rechts (außer Betrieb) | ~357,1                | SE von Montmarault                                                                                                | SE von Montmarault                                                                                                |
| Bahnhof (Strecke außer Betrieb) · U-Bahn-Bahnhof | 357,4                 | Villefranche-d’Allier                                                                                             | 264 m |
| Strecke · U-Bahn-Strecke nach links (außer Betrieb) |                       | nach Le Gravier ü. Sancoins                                                                                       | nach Le Gravier ü. Sancoins                                                                                       |
| Bahnhof (Strecke außer Betrieb) | 362,8                 | Murat (Allier) | 307 m |
| Bahnhof (Strecke außer Betrieb) | 365,5                 | Chavenon | 325 m |
| Bahnhof (Strecke außer Betrieb) | 372,4                 | Saint-Sornin | 412 m |
| Bahnübergang (Strecke außer Betrieb) | ~377,2                | D 945 (ehem. N 145)                                                                                               | D 945 (ehem. N 145)                                                                                               |
| Bahnhof (Strecke außer Betrieb) | 378,1                 | Tronget | 439 m |
| Brücke (Strecke außer Betrieb) | ~380,5                | D 945 (ehem. N 145)                                                                                               | D 945 (ehem. N 145)                                                                                               |
| Tunnel (Strecke außer Betrieb) | 383,9                 | Tunnel de La Mataire (161 m)                                                                                      | Tunnel de La Mataire (161 m)                                                                                      |
| Bahnhof (Strecke außer Betrieb) | 386,2                 | Noyant-d’Allier                                                                                                   | 330 m |
| Brücke über Wasserlauf (Strecke außer Betrieb) | 390,0                 | Viaduc de Messarges (160 m)                                                                                       | Viaduc de Messarges (160 m)                                                                                       |
| Bahnübergang (Strecke außer Betrieb) | ~391,5                | D 945 (ehem. N 145)                                                                                               | D 945 (ehem. N 145)                                                                                               |
| |                       | Ausbauende | |
| ehemaliger Bahnhof | 394,5                 | Souvigny | 235 m |
| ehemaliger Bahnübergang | ~399,4                | D 945 (ehem. N 145)                                                                                               | D 945 (ehem. N 145)                                                                                               |
| Brücke | ~405,4                | D 945 (ehem. N 145)                                                                                               | D 945 (ehem. N 145)                                                                                               |
| Strecke · U-Bahn-Strecke von links · U-Bahn-Strecke quer | ~406,7                | SE von Côsne d’Allier                                                                                             | SE von Côsne d’Allier                                                                                             |
| Bahnübergang · U-Bahn-Bahnübergang | ~406,7                | D 2009 (ehem. N 9)                                                                                                | D 2009 (ehem. N 9)                                                                                                |
| Brücke über Wasserlauf | 407,1                 | Allier (Eisenbahnbrücke Moulins; 337 m)                                                                           | Allier (Eisenbahnbrücke Moulins; 337 m)                                                                           |
| |                       | | |
| Strecke quer · Abzweig geradeaus und von rechts · U-Bahn-Strecke | 408,3                 | Bahnstrecke Moret-Veneux-les-Sablons–Lyon-Perrache von Lyon-Perrache und Bahnstrecke Moulins–Mâcon v. Mâcon-Ville | Bahnstrecke Moret-Veneux-les-Sablons–Lyon-Perrache von Lyon-Perrache und Bahnstrecke Moulins–Mâcon v. Mâcon-Ville |
| |                       | | |
| Bahnhof Streckenende und Streckenende | 408,5313,1            | Moulins-sur-Allier                                                                                                | 222 m |
| Strecke |                       | Bahnstrecke Moret-Veneux-les-Sablons–Lyon-Perrache n. Moret                                                       | Bahnstrecke Moret-Veneux-les-Sablons–Lyon-Perrache n. Moret                                                       |
| |                       | | |
| Beginn der Streckenzählung: Paris-Austerlitz über Vierzon |                       | | |

Die Bahnstrecke Montluçon–Moulins ist eine 81 km lange, auf 13 km zweigleisige Eisenbahninfrastruktur, von der nur dieser Teil regelmäßig bedient wird. Sie stellt eine West-Ost-Verbindung dar, die die beiden Magistralen Bourges–Miécaze und Moret-Veneux–Lyon verbindet. In Commentry zweigte ursprünglich die Bahnstrecke Commentry–Gannat in Richtung Clermont-Ferrand ab, die heute als eine Bahnstrecke verstanden werden, weil alle anderen abzweigenden Strecken stillgelegt sind oder nicht mehr unter regulärem Verkehr stehen.
In Montluçon, Commentry, Villefranche-d’Allier, Moulins und in Bézenet gab es Anschluss an Sekundärbahnen in Meterspur.

## Geschichte

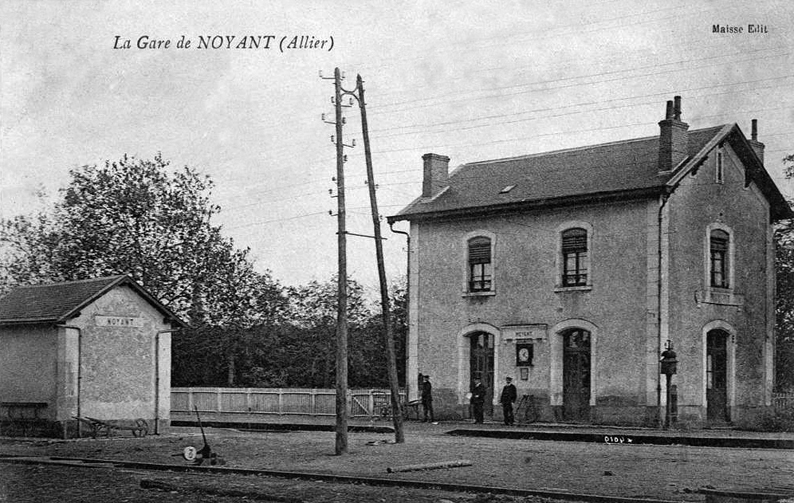
Bahnhof Noyant d’Allier um 1900

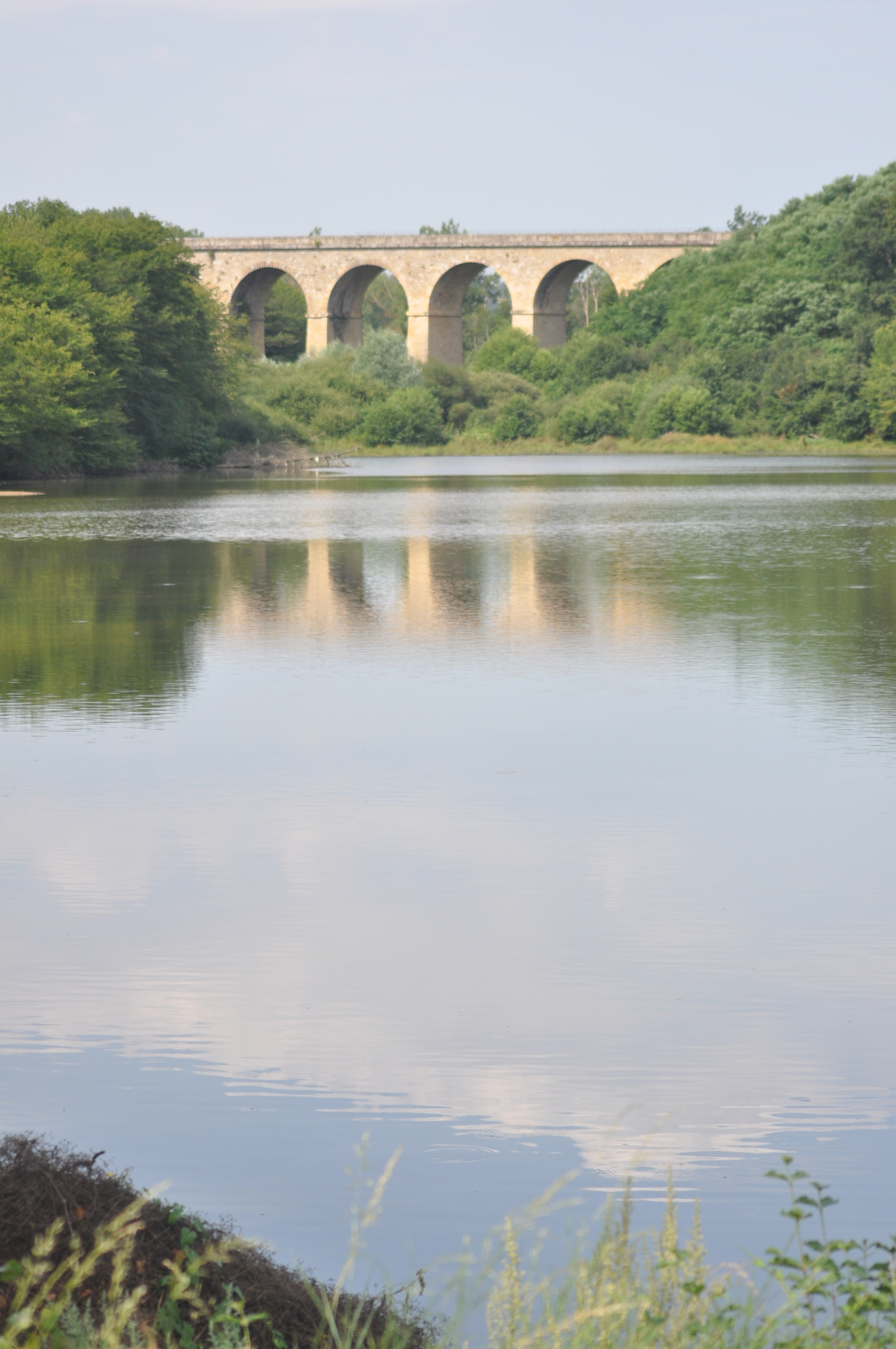
Viaduc de Messarges, Sommer 2013

Am 16. Oktober 1854 wurde die Konzession für diese Bahnstrecke an die Gesellschaft der Investoren Graf Bourbon-Busset, Armand Donon, Jean-Auguste-Jacques Palotte und Graf von Seraincourt erteilt und einen Tag später durch die Behörde bestätigt. Mit der Erteilung der Konzession war die Gründung einer Aktiengesellschaft verbunden. Gleichzeitig erhielt die Strecke den Status der Gemeinnützigkeit.
Schon am 23. Juni 1855 wurde die Konzession an die Gesellschaft Grand-Central de France (GC) abgetreten, die schon seit dem 27. März 1852 zur Compagnie du chemin de fer de Paris à Orléans (PO) gehörte. Zwischen 1853 und 1855 wechselten alle Strecken mit insgesamt 1228 km der ehemaligen Bahngesellschaft Grand-Central von der GC zur PO und die GC wurde aufgelöst. Die Strecke Montluçon–Moulins war die letzte dieser Strecken.
Unabhängig von den Besitzverhältnissen wurde die Strecke projektiert und gebaut. Sie ging am 7. November 1859 in ihrer ganzer Länge in Betrieb. Dafür war nur wenig Ingenieurbaukunst notwendig. Außer dem 162 m langen Tunnel de La Mataire gibt es nur zwei Brücken, die Flüsse überqueren und die in einfacher Stahl-Kassettenbauweise erstellt wurden. Lediglich das Viadukt über einen Ausläufer des Etang de Messarges wurde in aufwändiger Steinbogen-Konstruktion errichtet. Im Inneren goss man einen Kern aus Beton. Mit einer Gesamtlänge von 160 m errichtete man neun Pfeiler mit einer Lichtweite von je 12 m. Die höchste Höhe, gemessen vom Spiegel des Sees, betrug 25,8 m. Die Baukosten wurden mit 500.000 Franc angegeben.
Eine weitere Bahnstrecke, die 5,1 km lange Bahnstrecke Doyet-la-Presle–Bézenet-Orléans zweigt in Doyet-la-Presle nach Süden bis Bézent ab, wo es zwischen 1891 und 1939 Anschluss an die Meterspur-Kleinbahn der SE gab. Diese Gesellschaft führte dort unter dem Namen Tacot eine Bahnstrecke, die originär das Grubengebiet rund um Montvicq bediente, aber auch Personenverkehr durchführte. Der Straßenname Rue de Tacot auf einem Teil des ehemaligen Gleiskörpers erinnert noch an diese Zeit.

### Weitere Bahnen im Umfeld der Strecke
Zahlreiche Punkte der Strecke berühren andere Bahnen, die für den Transport für Massengüter gebaut worden waren. Sie sind älter als die Bahnstrecke Montluçon–Moulins, arbeiteten unabhängig von ihr und waren nicht auf mögliche Umstiege von Bahnreisenden ausgerichtet. Vom Bahnhof Montluçon-La Ville Gozet verkehrte der 1846 in Meterspur errichtete Chemin de fer de Commentry à Montluçon, dessen Züge auf zwei Rampen mit Seilen hochgezogen werden mussten und der deshalb im Volksmund den Namen „Schnurbahn“ (Chemin de fer à ficelle) erhalten hatte. Sie führte östlich von Montluçon mit dem Viaduc du Diénat über die Bahnstrecke nach Moulins hinweg und verlief etwas weiter südlich nach Commentry, wo sie sich durch das Stadtgebiet schlängelte und 9 km weiter bis zum Bergwerk Les Bourdignats führte.

### Einstellung des Verkehrs
| Abschnitt                       | Jahr | km   |
| ------------------------------- | ---- | ---- |
| Commentry–Villefranche-d’Allier | 2005 | 16,6 |
| Villefranche-d’Allier–Chavenon  | 1976 | 8,1  |
| Chavenon–Souvigny               | 1999 | 29,0 |
| Souvigny–Moulins                | 2014 | 14,0 |

Nachdem am 6. März 1972 der Personennahverkehr auf dem Kernstück der Strecke eingestellt worden war, verkehrten auf dem 15 km langen Abschnitt zwischen Montluçon und Commentry bis 2012 nur noch Intercity-Züge auf der Verbindung Bordeaux–Lyon und Züge des TER Rhône-Alpes, die weiter nach Clermont-Ferrand geführt wurden. Der Güterverkehr wurde in vier Etappen schrittweise eingestellt. Der letzte, 14 km lange Teil zwischen Souvigny und Moulins sollte eigentlich renoviert werden, wurde wegen fehlender Finanzierung jedoch nie wieder eröffnet. 2019 erklärte SNCF Réseau die Strecke für geschlossen. Auch wenn die Strecke noch nicht entwidmet wurde, ist sie durch zahlreiche Unbrauchbarmachungen von Infrastruktur wie beispielsweise Überteerungen nicht mehr nutzbar.